# Eulalia brevicornis
Eulalia brevicornis är en ringmaskart som först beskrevs av Moore 1894.  Eulalia brevicornis ingår i släktet Eulalia och familjen Phyllodocidae. Inga underarter finns listade i Catalogue of Life.